# Europaspiele 2023/Teilnehmer (Montenegro)
| Gelbes Symbol für Goldmedaillen mit stilisierten Olympischen Ringen | Graues Symbol für Silbermedaillen mit stilisierten Olympischen Ringen | Braundes Symbol für Bronzemedaillen mit stilisierten Olympischen Ringen |
| ------------------------------------------------------------------- | --------------------------------------------------------------------- | ----------------------------------------------------------------------- |
| —                                                                   | —                                                                     | —                                                                       |

Montenegro nimmt an den Europaspielen 2023 in Krakau teil.

## Teilnehmer nach Sportarten

### Leichtathletik
| Team       | Wettbewerb  | Wettbewerb | Punkte | Punkte | Punkte | Punkte | Punkte | Punkte | Punkte     | Punkte    | Punkte    | Punkte      | Punkte           | Punkte      | Punkte    | Punkte     | Punkte     | Punkte         | Punkte     | Punkte     | Punkte     | Punkte | Rang |
| Team       | Wettbewerb  | Wettbewerb | 100 m  | 200 m  | 400 m  | 800 m  | 1500 m | 5000 m | 110 m Hü.* | 400 m Hü. | 4 × 100 m | 4 × 400 m** | 3000 m Hindernis | Kugelstoßen | Speerwurf | Hammerwurf | Diskuswurf | Stabhochsprung | Hochsprung | Dreisprung | Weitsprung | Gesamt | Rang |
| ---------- | ----------- | ---------- | ------ | ------ | ------ | ------ | ------ | ------ | ---------- | --------- | --------- | ----------- | ---------------- | ----------- | --------- | ---------- | ---------- | -------------- | ---------- | ---------- | ---------- | ------ | ---- |
| Montenegro | 3. Division | Männer     | 7      | 7      | 2      | 3      | 4      | 5      | 14         | 8         | 5         | 3           | 5                | 11          | 9         | 8          | 14         | 0              | 11         | 3          | 5          | 258    | 8    |
| Montenegro | 3. Division | Frauen     | 2      | 3      | 5      | 3      | 6      | 6      | 9          | 8         | 8         | 3           | 5                | 12          | 13        | 7          | 13         | —              | 15         | 9          | 10         | 258    | 8    |

* Die Frauen treten über 100 m Hürden, statt 110 m Hürden an.
** Die 4 × 400 m sind ein Mixed-Wettkampf.

#### Einzelresultate
| Wettbewerb       | Männer                                                   | Männer          | Männer | Männer      | Frauen                                                      | Frauen          | Frauen         | Frauen         |
| Wettbewerb       | Athlet                                                   | Ergebnis        | Rang   | Rang Gesamt | Athletin                                                    | Ergebnis        | Rang           | Rang Gesamt    |
| ---------------- | -------------------------------------------------------- | --------------- | ------ | ----------- | ----------------------------------------------------------- | --------------- | -------------- | -------------- |
| 100 m            | Ognjen Marsenić                                          | 11,09 s SB      | 09     | 41          | Anđela Drobnjak                                             | 12,81 s PB      | 14             | 46             |
| 200 m            | Ognjen Marsenić                                          | 22,23 s SB      | 09     | 40          | Maša Bubanja                                                | 26,68 s PB      | 13             | 45             |
| 400 m            | Dragan Pešić                                             | 51,98 s SB      | 14     | 46          | Anabela Mujovi                                              | 58,86 s =PB     | 11             | 42             |
| 800 m            | Nemanja Đurišić                                          | 2:04,60 min PB  | 13     | 45          | Slađana Pejović                                             | 2:26,14 min SB  | 13             | 45             |
| 1500 m           | Nemanja Đurišić                                          | 4:18,43 min PB  | 12     | 44          | Slađana Pejović                                             | 4:50,62 min SB  | 10             | 41             |
| 5000 m           | Željko Dabović                                           | 16:26,20 min SB | 11     | 42          | Slađana Pejović                                             | 18:57,51 min SB | 10             | 42             |
| 110/100 m Hürden | Darko Pešić                                              | 14,75 s         | 02     | 31          | Maša Bubanja                                                | 15,50 s PB      | 07             | 37             |
| 400 m Hürden     | Dragan Pešić                                             | 56,02 s SB      | 08     | 36          | Mia Milašinović                                             | 1:05,60 min SB  | 08             | 38             |
| 3000 m Hindernis | Miljan Kukuličić                                         | 10:55,53 min SB | 11     | 42          | Vesna Pavlićević                                            | 14:12,17 min SB | 11             | 41             |
| 4 × 100 m        | Dragan Pešić Ognjen Marsenić Darko Pešić Matija Vojvodić | 43,88 s SB      | 11     | 37          | Anđela Drobnjak Mia Milašinović Maša Bubanja Anabela Mujovi | 50,36 s SB      | 08             | 30             |
| Kugelstoßen      | Tomaš Đurović                                            | 18,21 m         | 05     | 24          | Vesna Kljajević                                             | 14,24 m         | 04             | 27             |
| Speerwurf        | Amir Papazi                                              | 56,56 m         | 07     | 38          | Marija Bogavac                                              | 45,15 m         | 03             | 31             |
| Hammerwurf       | Danijel Furtula                                          | 41,45 m SB      | 08     | 38          | Ana Bošković                                                | 43,67 m SB      | 09             | 39             |
| Diskuswurf       | Danijel Furtula                                          | 57,60 m         | 02     | 21          | Kristina Rakočević                                          | 51,87 m         | 03             | 20             |
| Stabhochsprung   | Miloš Popović                                            | NM              | NM     | NM          | Keine Athletin                                              | Keine Athletin  | Keine Athletin | Keine Athletin |
| Hochsprung       | Dragan Pešić                                             | 1,85 m          | 05     | 37          | Marija Vuković                                              | 1,87 m          | 01             | 11             |
| Dreisprung       | Matija Vojvodić                                          | 12,67 m SB      | 13     | 45          | Ljiljana Matović                                            | 12,13 m         | 07             | 36             |
| Weitsprung       | Matija Vojvodić                                          | 6,14 m          | 11     | 41          | Ljiljana Matović                                            | 5,47 m SB       | 06             | 36             |

| Wettbewerb | Mixed                                                        | Mixed          | Mixed | Mixed       |
| Wettbewerb | Athleten                                                     | Ergebnis       | Rang  | Rang Gesamt |
| ---------- | ------------------------------------------------------------ | -------------- | ----- | ----------- |
| 4 × 400 m  | Dragan Pešić Mia Milašinović Nemanja Džaković Anabela Mujovi | 3:42,91 min SB | 13    | 45          |

Ersatz: Irena Bošković, Risto Drobnjak, Mare Jablan, Ivan Kukuličić, Dragoje Rajković, Sanja Đurnić